# Constitution tunisienne de 2014
Lire en ligne

Version officielle en arabe ;
Université de Perpignan : traduction en français ;
Wikisource : version arabe, traduction en français

Loi constituante du 16 décembre 2011 Constitution tunisienne de 2022
La Constitution tunisienne de 2014 (arabe : 2014 دستور تونس) est adoptée le 26 janvier 2014 par l'Assemblée constituante élue le 23 octobre 2011 à la suite de la révolution qui renverse le président Zine el-Abidine Ben Ali. Elle succède le 10 février 2014 à la loi constituante du 16 décembre 2011 qui organise provisoirement les pouvoirs publics après la suspension de la Constitution de 1959.
Norme juridique suprême du pays, elle constitue la troisième Constitution de l'histoire moderne du pays après la Constitution de 1861 et celle de 1959.

## Contexte
Les démarches constitutionnelles tunisiennes se sont déroulées dans le contexte du Printemps arabe, période où plusieurs États du Maghreb et du Moyen-Orient sont touchés par des mouvements sociaux d'envergures diverses. En Tunisie et dans une moindre mesure en Égypte, il y a une « rupture totale de la constitutionnalité », alors que dans les autres États touchés, il y a plutôt des changements apportés aux Constitutions, comme au Maroc où seul des aménagements sont effectués, sans porter atteinte à l'essence du texte.
À la suite du départ du président Zine el-Abidine Ben Ali et conformément aux articles 56 et 57 de la Constitution de 1959, les fonctions présidentielles sont assumées par le président de la Chambre des députés, Fouad Mebazaa, le temps d'organiser des élections présidentielles anticipées dans un délai de soixante jours. Or, la poursuite des manifestations entraîne la démission du Premier ministre Mohamed Ghannouchi, puis la désignation d'un nouveau Premier ministre, Béji Caïd Essebsi, auquel la Chambre des députés et la Chambre des conseillers attribuent une délégation presque complète du pouvoir législatif. Le nouveau gouvernement transitoire adopte le décret-loi du 23 mars 2011, qui entraîne la dissolution des deux assemblées, du Conseil constitutionnel et du Conseil économique et social et annonce l'élection prochaine d'une Assemblée constituante.

## Histoire

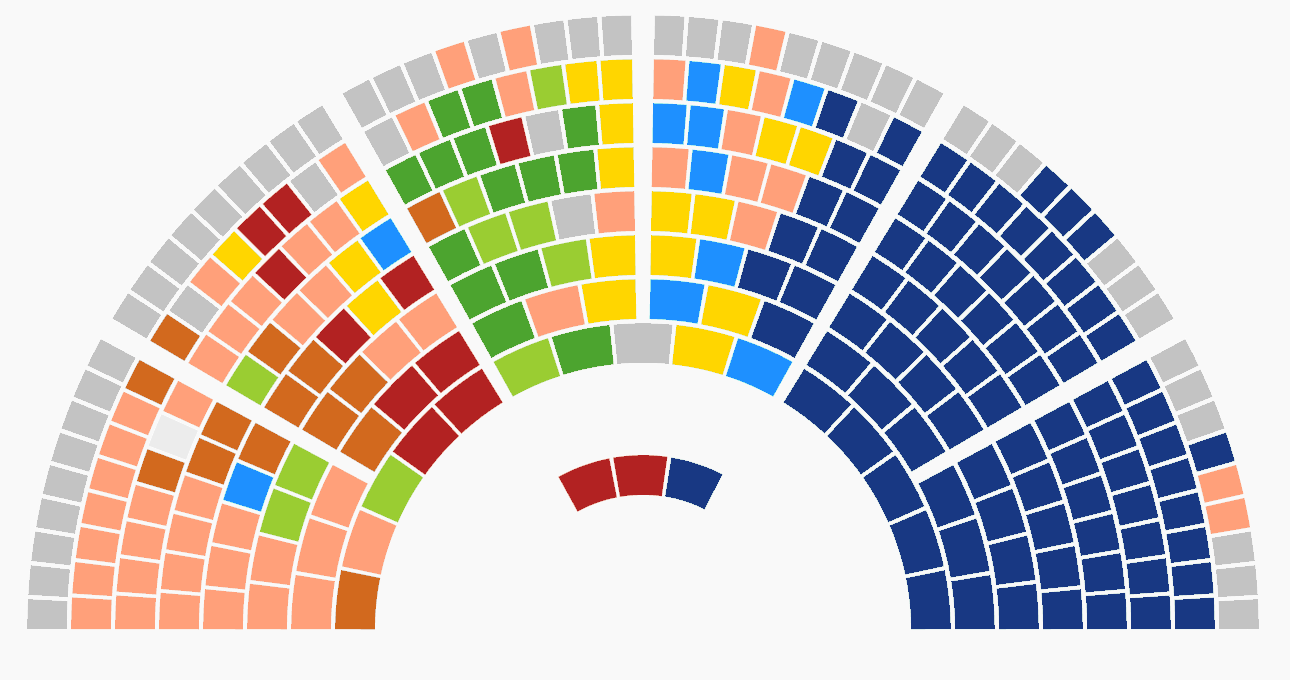
Composition par groupe parlementaire de l'Assemblée constituante (2014) :
Ennahdha (89)
Hors groupe (53)
Groupe démocratique (18)
Congrès pour la République (16)
Transition démocratique (13)
Ettakatol (13)
Alliance démocratique (12)
Wafa (9)

L'Assemblée constituante doit adopter une nouvelle Constitution dans un délai d'un an suivant son élection. Un avant-projet est publié début 2013.
Toutefois, les articles de la Constitution ne sont débattus un à un en séance plénière qu'en décembre 2013 et janvier 2014, dans le cadre de débats houleux qui en ont retardé l'examen. Le texte final est adopté le 26 janvier 2014 par l'Assemblée constituante avec 200 voix pour, douze contre et quatre abstentions. Le lendemain, le texte est signé par le président de la République, Moncef Marzouki, le président de l'Assemblée constituante, Mustapha Ben Jaafar, et le chef du gouvernement, Ali Larayedh, au cours d'une cérémonie au siège de l'Assemblée.
Cette Constitution est le fruit d'un compromis entre le parti islamiste Ennahdha (à la tête du gouvernement) et les forces de l'opposition. Apeuré par le coup d'État militaire en Égypte qui a entraîné la chute du président Mohamed Morsi, issu des Frères musulmans, et soumis à la pression de la Ligue tunisienne des droits de l'homme, de l'ordre des avocats et des syndicats, Ennahdha accepte de s'engager dans un dialogue réel avec les forces de l'opposition à partir de la fin du mois de septembre 2013.
Fruit du compromis entre ceux qui souhaitent un régime parlementaire classique et ceux qui demandent plutôt un régime semi-présidentiel plus favorable au chef de l'État, le pouvoir exécutif y est partagé entre le président de la République et le chef du gouvernement. La Constitution accorde une reconnaissance limitée à l'islam. Par ailleurs, pour la première fois dans l'histoire juridique du monde arabe, un objectif de parité des sexes dans les assemblées élues est inscrit dans la loi fondamentale du pays.

## Articles
La présente partie se base sur la traduction française officieuse de la Constitution de 2014, rédigée en arabe.

### Préambule
Le préambule de la Constitution rappelle la lutte des Tunisiens pour l'indépendance obtenue en 1956 et ainsi que le combat pour la démocratie mené lors de la révolution de 2011. Le préambule affirme l'attachement du peuple aux droits de l'homme et à son identité arabo-musulmane. Il précise la nécessité de doter la Tunisie d'un État civil fondé sur le droit, républicain, démocratique et participatif où la souveraineté appartient au peuple et où le principe de la séparation des pouvoirs est garanti.
Le préambule précise également que la Tunisie doit participer à l'unification du monde arabe et appuyer les mouvements de libération, dont le mouvement palestinien. Enfin, le préambule prévoit que le peuple tunisien doit contribuer au développement durable, à la paix mondiale et à la solidarité entre les membres de l'humanité.

### Des principes généraux
Les deux premiers articles de la Constitution ne sont pas amendables. Ils se formulent ainsi :
« Article 1 - La Tunisie est un État libre, indépendant et souverain, l'Islam est sa religion, l'arabe sa langue et la République son régime.

Article 2 - La Tunisie est un État civil, fondé sur la citoyenneté, la volonté du peuple et la primauté du droit. »
Le premier chapitre de la Constitution tunisienne prévoit que le peuple est le détenteur de la souveraineté. L'article 4 définit le drapeau officiel de la Tunisie et son hymne national. L'ancienne devise « Liberté, Justice et Ordre » est reformulée en « Liberté, Dignité, Justice, Ordre ». La Tunisie contribue à l'unification du Maghreb arabe.
L'article 6 prévoit que l'État est le gardien de la religion ; il garantit également la liberté de conscience et la neutralité politique des mosquées et autres lieux de culte. L'État s'engage à protéger le sacré ; nul ne peut y porter atteinte. Les campagnes d'accusation d'apostasie et l'incitation à la haine et à la violence sont interdites.
La famille jouit de la protection de l'État et est reconnue comme une « cellule essentielle de la société ».
La participation au service national et le paiement des impôts sont des devoirs pour tous les citoyens. Les traités internationaux approuvés par l'Assemblée des représentants du peuple l'emportent sur toutes autres lois mais sont soumis à la Constitution.
Seul l'État peut créer, conformément à l'intérêt général et à la loi, des forces armées et des forces de sécurité. L'armée tunisienne est soumise aux autorités civiles et à une neutralité absolue. Elle est organisée conformément à la loi.
Bien que la protection des droits et libertés relève formellement du deuxième chapitre, plusieurs articles du premier chapitre peuvent être interprétés comme étant des garanties pour les droits de l'homme,.

### Des droits et libertés
Dans la Constitution de 1959, les droits et libertés n'étaient que sommairement présentés ; la garantie de plusieurs d'entre eux relevait de la mise en application d'une loi correspondante.
Le premier article du deuxième chapitre prévoit que « les citoyens et citoyennes sont égaux en droits et devoirs ». Les droits à la vie, à la dignité et à la vie privée sont protégés. La torture et la fouille des correspondances sont interdites. Nul ne peut être privé de sa nationalité ou être expulsé du pays. Le droit d'asile est garanti.
Le droit à la présomption d'innocence est reconnu. Les accusés ne peuvent être condamnés qu'en vertu d'une loi existant avant que le crime ne soit commis. Toute personne mise sous arrêt a droit à être informée de ses droits et de consulter un avocat. Les peines appliquées aux détenus doivent respecter sa dignité, respecter l'intérêt de sa famille et favoriser sa réhabilitation.
Les libertés d'opinion et d'expression sont garanties, tout comme le droit d'accès à l'information. L'article 33 garantit la liberté académique et la liberté de recherche. Conformément à l'article 34, tout citoyen jouit du droit de vote et d'éligibilité. L'État favorise l'accessibilité des femmes aux fonctions électives. La liberté de fonder des associations, des syndicats et des partis politiques est garantie, sous réserve de respecter la Constitution et la loi, de faire preuve de transparence en matière financière et de rejeter le recours à la violence. Le droit d'adhérer à un syndicat et le droit de grève sont garantis. La Constitution protège également la liberté de manifester pacifiquement et le droit à la santé.
En vertu de l'article 39, l'enseignement est obligatoire jusqu'à l'âge de 16 ans. À ce propos, l'État a pour devoir de veiller « à enraciner l'identité arabo-musulmane et l'appartenance nationale dans les jeunes générations et à ancrer, à soutenir et à généraliser l'utilisation de la langue arabe, ainsi que l'ouverture sur les langues étrangères et les civilisations humaines et à diffuser la culture des droits de l'homme ».
Tout citoyen a droit au travail, à un salaire juste et à des conditions de travail décentes. Le droit de propriété est garanti, mais peut être encadré par la loi. Le droit à la culture est reconnu. Les droits au sport, à l'eau et à un environnement sain sont garantis.
Les articles 46, 47 et 48 protègent les droits particuliers des femmes, des enfants et des handicapés.
L'article 49 prévoit que la loi définit les modalités entourant les droits et libertés énumérés dans la Constitution et qu'elle encadre ceux-ci dans un esprit de proportionnalité, afin de garantir les droits et libertés d'autrui et de protéger l'intérêt général. Le même article indique qu'« il n'est pas possible qu'un amendement [constitutionnel] touche les acquis en matière de droits de l'homme et des libertés garanties dans cette Constitution ». L'importance accordée par la Constitution aux conditions à respecter pour qu'une loi puisse limiter un droit ou une liberté font de la Tunisie une exception dans la région.

### Du pouvoir législatif
Jusqu'en 2011, le Parlement tunisien est composé de deux assemblées : la Chambre des députés et la Chambre des conseillers. Conformément à la nouvelle Constitution, le Parlement tunisien est dorénavant monocaméral.
En vertu de l'article 50, le pouvoir législatif est exercé par le peuple via les membres élus de l'Assemblée des représentants du peuple et le recours au référendum. L'Assemblée est élue pour un mandat de cinq ans. L'article 60 garantit les droits de l'opposition parlementaire au sein de l'Assemblée des représentants du peuple.
Tout citoyen tunisien âgé d'au moins 18 ans dispose du droit de vote ; les Tunisiens résidant à l'étranger jouissent également de ce droit et disposent d'une représentation qui leur est propre au sein du Parlement. Toute personne dotée de la nationalité tunisienne depuis au moins dix ans et âgé d'au moins 23 ans peut être candidate aux élections législatives.
L'initiative des lois appartient au président de la République, au chef du gouvernement, ainsi qu'à au moins dix députés. Le chef du gouvernement peut seul présenter des projets de loi de nature financière ou ayant pour objectif de ratifier un traité international. Les projets de loi ordinaires sont adoptés par les députés à la majorité simple. Les projets de loi organique sont plutôt adoptés à la majorité absolue des membres de l'Assemblée.
Aucun membre de l'Assemblée des représentants du peuple ne peut être poursuivi pour des actes ou des paroles exprimées en lien avec ses fonctions parlementaires. Chaque député est également à l'abri de poursuite pour crime ou délit pendant son mandat, à moins que son immunité parlementaire ne soit levée.
Lorsque l'Assemblée est dissoute, le président de la République peut adopter, avec l'accord du chef du gouvernement, des décrets-lois ; ceux-ci devront ensuite être approuvés par la nouvelle Assemblée lors de sa première session ordinaire. L'Assemblée des représentants du peuple peut également accorder au chef du gouvernement, pour une durée ne pouvant dépasser deux mois, le pouvoir de prendre des décrets-lois ; l'appui des trois cinquièmes des députés est nécessaire à l'attribution d'un tel pouvoir. Aucun décret-loi ne peut porter atteinte au système électoral.

### Du pouvoir exécutif

#### Du président de la République
Le pouvoir exécutif est exercé conjointement par le président de la République et le chef du gouvernement. Le président de la République tunisienne est élu au suffrage universel direct pour un mandat de cinq ans. Toute personne âgée de 35 ans au moins, de confession musulmane, de nationalité tunisienne depuis sa naissance et n'ayant pas d'autre nationalité — ou s'engageant officiellement à renoncer toute autre nationalité — peut être candidate à l'élection présidentielle. Conformément à l'article 75 de la Constitution, nul ne peut exercer plus de deux mandats présidentiels, qu'ils soient successifs ou séparés ; cette disposition ne peut pas être amendée de façon à augmenter le nombre de mandats pouvant être remplis par un même président.
Le président est le chef de l'État ; il définit les politiques générales de la sécurité nationale, des relations internationales et de la défense. Il désigne le mufti de la République, le gouverneur de la banque centrale, ainsi que les hautes fonctions de la présidence, de la diplomatie, de la sécurité nationale et de la défense. Il promulgue les lois adoptées par l'Assemblée des représentants du peuple et peut lui demander une nouvelle délibération. Il peut également, si l'intérêt le justifie, soumettre certaines lois à référendum. Le président peut dissoudre l'Assemblée avant son terme. Lorsque le pays est en péril, le président peut assumer temporairement des pouvoirs extraordinaires. L'Assemblée des représentants du peuple peut décider, à la majorité des deux tiers de ses membres, de mettre un terme au mandat du président de la République en cas de violation de la Constitution.

#### Du gouvernement
Le gouvernement de la Tunisie se compose du chef du gouvernement et des ministres et secrétaires d'État désignés par lui ; la désignation des ministres des Affaires étrangères et de la Défense se fait en concertation avec le président de la République. Le chef du gouvernement est désigné normalement par le président de la République parmi les membres du parti politique ou de la coalition électorale ayant obtenu le plus grand nombre de sièges lors des élections législatives. Nul ne peut être à la fois membre du gouvernement et de l'Assemblée des représentants du peuple. Le gouvernement est responsable devant l'Assemblée.
Conformément à l'article 101 de la Constitution, les conflits de compétences opposant le président de la République et le chef du gouvernement peuvent être tranchés par la Cour constitutionnelle dans un délai d'une semaine.

### Du pouvoir judiciaire
La justice est neutre et indépendante. Les magistrats jouissent d'une immunité pénale. L'exercice libre et indépendant de la profession d'avocat est garanti.

#### De la justice judiciaire, administrative et financière
Les magistrats sont nommés par décret du président de la République sur avis du Conseil supérieur de la magistrature ; les nominations aux hautes fonctions se font en concertation avec le chef du gouvernement.
Les magistrats ne peuvent être révoqués ou suspendus ; ils ne peuvent être mutés qu'avec leur accord. Les sanctions disciplinaires relèvent du Conseil supérieur de la magistrature.
Toute personne a droit à un procès équitable dans un délai raisonnable et a le droit de faire appel du jugement rendu. Les audiences des tribunaux sont publiques.
Toute ingérence dans les travaux de la justice est interdite. La création de tribunaux d'exception n'est pas admise ; les tribunaux militaires sont compétents seulement pour juger les crimes militaires.
Les jugements des tribunaux sont rendus au nom du peuple et sont exécutés au nom du président de la République.

##### Du Conseil supérieur de la magistrature
Le Conseil supérieur de la magistrature se compose de quatre organes : le Conseil de la justice judiciaire, le Conseil de la justice administrative, le Conseil de la justice financière, ainsi que d'une instance des conseils juridictionnels. Chaque organe se compose au deux tiers de magistrats élus ou nommés ès qualités, le tiers restant étant composé de spécialistes indépendants et non des magistrats. La majorité des membres des organes doit être élue ; leur mandat est d'une durée de six ans et n'est pas reconductible.
L'instance des conseils juridictionnels se prononce sur les projets de loi concernant le système juridictionnel. Les trois conseils statuent sur les questions concernant la carrière et la discipline des magistrats.
Le Conseil supérieur de la magistrature doit rédiger un rapport annuel et en remettre copie au président de la République, au chef du gouvernement, ainsi qu'au président de l'Assemblée des représentants du peuple.

##### De la justice judiciaire
La justice judiciaire se compose des tribunaux de première instance, des tribunaux de second degré et de la Cour de cassation. Cette dernière doit remettre un rapport annuel qui est publié. Le ministère public relève de la justice judiciaire.

##### De la justice administrative
La justice administrative se compose des tribunaux administratifs de première instance, des tribunaux administratifs d'appel et du Tribunal administratif supérieur. Ce dernier doit remettre un rapport annuel qui est publié. La justice administrative est compétente pour juger les litiges administratives et exercer une compétence consultative conformément à la loi.

##### De la justice financière
La justice financière se compose de la Cour des comptes et de ses différentes instances. La Cour des comptes doit remettre un rapport annuel qui est publié. Au besoin, elle rédige des rapports spécifiques. La Cour des comptes est compétente pour conseiller les pouvoirs exécutif et législatif dans l'application des lois de finance. Elle veille également à la bonne gestion des deniers publics.

#### De la Cour constitutionnelle
À partir de 1987, la Tunisie est dotée d'un Conseil constitutionnel, créé par décret présidentiel par Zine el-Abidine Ben Ali et constitutionnalisé en 1995. Toutefois, seul le président de la République a un pouvoir de saisine. Le Conseil constitutionnel est dissous par le décret-loi du 23 mars 2011, au lendemain de la révolution de 2011.
La Constitution de 2014 prévoit la création d'une Cour constitutionnelle. Cette dernière se compose de douze membres, dotés d'une expérience d'au moins vingt ans et désignés pour un mandat unique de neuf ans. Les deux tiers au moins sont spécialisés en droit. Le président de la République, le président de l'Assemblée des représentants du peuple et le Conseil supérieur de la magistrature proposent chacun quatre candidats ; l'Assemblée des représentants du peuple approuve les candidatures à la majorité des trois cinquièmes. La Cour constitutionnelle désigne, parmi ses membres, un président et un vice-président, les deux devant être spécialisés en droit.
La Cour constitutionnelle peut seule se prononcer sur la constitutionnalité :
- des projets de loi qui lui sont soumis par le président de la République, par le chef du gouvernement ou par trente élus de l'Assemblée des représentants du peuple ;
- des projets de réforme de la Constitution qui lui sont soumis par le président de la République ;
- des traités internationaux qui lui sont soumis par le président de la République ;
- des lois qui lui sont soumises par les tribunaux ;
- du règlement intérieur de l'Assemblée des représentants du peuple qui lui est soumis par son président[89].

### Des instances constitutionnelles indépendantes
La Constitution crée plusieurs instances constitutionnelles indépendantes. Elles jouissent de l'autonomie financière et administrative. Ses membres sont désignés par l'Assemblée des représentants du peuple ; chaque instance doit présenter un rapport annuel à l'Assemblée. Les instances sont au nombre de cinq : l'Instance des élections, l'Instance de la communication audiovisuelle, l'Instance des droits de l'homme, l'Instance du développement durable et des droits des générations futures et l'Instance de la bonne gouvernance et de la lutte contre la corruption.

### Du pouvoir local
La Tunisie est subdivisée en départements, régions et municipalités conformément à la loi. Les conseils municipaux et régionaux sont élus au suffrage universel ; les conseils départementaux sont élus par les membres des conseils municipaux et régionaux. Les collectivités locales sont représentées par le Conseil supérieur des collectivités locales ; son président peut participer aux délibérations de l'Assemblée des représentants du peuple. La justice administrative est responsable de trancher les conflits de compétences opposants les collectivités locales et l'État central.

### De la révision de la Constitution
La Constitution peut être soumise à révision à l'initiative d'un tiers des députés ou du président de la République. Toute proposition de révision de la Constitution est soumise à l'examen de la Cour constitutionnelle ; cette dernière veille à ce que le projet de révision ne porte pas atteinte aux articles dont la Constitution interdit la modification, à savoir les articles 1 et 2, le deuxième chapitre dont on ne peut diminuer ou restreindre les droits et libertés qui y sont énumérés et l'article 75 restreignant le nombre de mandats présidentiels pouvant être remplis par une même personne. La révision doit être approuvée par les deux tiers des membres de l'Assemblée des représentants du peuple, puis être soumise à référendum.

### Des dispositions finales
Le préambule fait partie intégrante de la Constitution ; l'ensemble des articles de cette dernière forme un tout harmonieux. La Constitution entre en vigueur dès sa publication au Journal officiel de la République tunisienne par le président de l'Assemblée constituante.

### Des dispositions transitoires
En vertu de l'article 148 du dixième chapitre, plusieurs articles des lois constitutionnelles provisoires sont temporairement maintenus, le temps de tenir des élections législatives et présidentielles. Le Conseil supérieur de la magistrature doit être créé au plus tard six mois après les élections législatives. Le contrôle de constitutionnalité est exercé par une instance provisoire composée du président de la Cour de cassation, du président du Tribunal administratif, du président de la Cour des comptes et de trois autres experts en droit désignés par le président de la République, le chef du gouvernement et le président de l'Assemblée constituante. La Cour constitutionnelle doit être instituée au plus tard un an après les élections législatives. Enfin, les deux premiers renouvellements partiels de la Cour constitutionnelle, de l'Instance des élections, de l'Instance de la communication audiovisuelle et de l'Instance de la bonne gouvernance et de la lutte contre la corruption doit se faire par tirage au sort parmi les membres de la première composition.
L'alinéa 9 prévoit que « l'État s'engage à appliquer le système de justice transitionnelle dans l'ensemble de ses domaines et dans la période fixée par la législation qui y est relative ». À ce propos, une Instance de la vérité et de la dignité est créée par une loi organique en décembre 2013. Selon Luis-Miguel Gutiérrez Ramírez, doctorant contractuel en droit public, l'article 148 alinéa 9 vient constitutionnaliser le rôle exercé par cette instance.

## Critiques de la Constitution
Des critiques sont exprimées par rapport à certaines omissions dans la nouvelle Constitution. Par exemple, celle-ci ne constitutionnalise pas l'interdiction de la peine de mort. La Constitution ne protège pas non plus formellement les droits des minorités ethniques ou religieuses et ceux des étrangers séjournant sur le territoire tunisien. Enfin, la notion de « sacré » que l'État doit protéger (article 6) laisse place à de multiples interprétations,. En outre, selon Habib Slim, la disparition de la chambre haute du Parlement, qui existe entre 2005 et 2011, pourrait nuire à la représentativité des régions déshéritées de Tunisie. Cela est problématique selon lui, car la révolution, première cause du changement constitutionnel, est née dans les régions de l'Ouest du pays où règnent pauvreté et chômage.

## Litiges liés à l'interprétation de la Constitution

### Instance provisoire chargée du contrôle de la constitutionnalité des projets de loi
Conformément au dixième chapitre de la Constitution, le contrôle de constitutionnalité est temporairement assuré par l'Instance provisoire chargée du contrôle de la constitutionnalité des projets de loi. Toutefois, cette Instance ne peut exercer, comme son nom l'indique, le contrôle de constitutionnalité que sur les projets de loi débattus au sein de l'Assemblée constituante ; elle ne peut donc pas se prononcer sur la conformité des lois actuellement en vigueur à la nouvelle Constitution.
Le 25 mai 2014, l'instance est sujet à de multiples critiques concernant son jugement rendu sur le projet de loi électorale. Elle refusa d'entendre quatre des cinq recours déposés par les membres de l'Assemblée constituante. En outre, elle a décidé de ne pas se prononcer sur le cinquième recours concernant l'interdiction du droit de vote aux forces de l'ordre et aux militaires. L'instance devait rendre ses jugements à la majorité absolue de ses membres (quatre sur six) ; elle aurait pu bénéficier d'un délai d'une semaine supplémentaire pour rendre sa décision mais ne s'en est pas prévalue.

### Article 89 portant sur la désignation du chef du gouvernement par le président de la République
En vertu de l'article 89 de la Constitution, « le président de la République charge, dans un délai d'une semaine à compter de la date de proclamation des résultats définitifs des élections [législatives], le candidat du parti ou de la coalition qui remporte le plus grand nombre de sièges à l'Assemblée des représentants du peuple, de former le gouvernement et lui donne un délai d'un mois, reconductible une seule fois ». Invoquant cet article, le 26 novembre 2014, Moncef Marzouki, président sortant élu par l'Assemblée constituante, appelle le vainqueur des élections législatives du 26 octobre, Béji Caïd Essebsi, à former un gouvernement, alors même que les deux hommes sont en campagne l'un contre l'autre pour le second tour de l'élection présidentielle du 21 décembre. Or, selon Farhat Horchani, président de l'Association tunisienne de droit constitutionnel, la nouvelle Constitution ne peut s'appliquer qu'à un président élu et non pas à un président provisoire comme Moncef Marzouki. Yadh Ben Achour, juriste tunisien, rajoute que l'article 89 doit être interprété conformément à l'article 75 portant sur l'élection présidentielle.